# Cyarda acutissima
Cyarda acutissima är en insektsart som beskrevs av Metcalf och Bruner 1948. Cyarda acutissima ingår i släktet Cyarda och familjen Flatidae. Inga underarter finns listade i Catalogue of Life.